# Kraftwerk Jaguara
Das Kraftwerk Jaguara (portugiesisch Usina Hidrelétrica de Jaguara) ist ein Wasserkraftwerk in Brasilien, das den Rio Grande zum Jaguara-Stausee (port. Represa de Jaguara) aufstaut. Der Rio Grande bildet an dieser Stelle die Grenze zwischen den Bundesstaaten Minas Gerais und São Paulo. Ungefähr 10 Kilometer flussaufwärts befindet sich die Gemeinde Rifaina.
Im Jahre 1962 beauftragte der Stromerzeuger CEMIG das Konsortium CANAMBRA, das Wasserkraftpotential der Bundesstaaten Minas Gerais und Goiás zu untersuchen. Als Ergebnis wurde u. a. der Bau des Kraftwerks Jaguara empfohlen. Mit dem Bau wurde 1966 begonnen. 1971 wurde der Betrieb aufgenommen.

## Absperrbauwerk
Das Absperrbauwerk besteht aus einem Staudamm auf der rechten Seite und einer Staumauer auf der linken Seite. Als maximale Höhe werden 40 bzw. 71 m angegeben. Für die Länge des Absperrbauwerks gibt es ebenfalls unterschiedliche Angaben: sie beträgt 325 bzw. 438 m. Die Staumauer unterteilt sich in Maschinenhaus und Wehranlage mit der Hochwasserentlastung, bestehend aus sechs Toren.

## Stausee
Beim normalen Stauziel von 558,5 m erstreckt sich der Stausee über eine Fläche von rund 30 km² und fasst 470 Mio. m³ Wasser – davon können 90 Mio. m³ zur Stromerzeugung genutzt werden. Das minimale Stauziel, bei dem die Maschinen noch betrieben werden können, liegt bei 555,5 m.
Am Stausee, der an einigen Stellen bis zu 40 m tief ist, wird neben diversen Wassersportarten auch Tauchen praktiziert. Im See kommen verschiedene Fischarten wie Pintado, Cascudo oder Tucunaré vor.

## Kraftwerk
Das Kraftwerk Jaguara ist mit einer installierten Leistung von 424 MW das viertgrößte Kraftwerk des Stromerzeugers CEMIG.
Es sind insgesamt 4 Maschinen mit jeweils 108 (bzw. 118) MW maximaler Leistung installiert. Sie befinden sich in einem Maschinenhaus auf der linken Seite der Staumauer. Der ursprüngliche Entwurf des Kraftwerks bietet Platz für die Installation von zwei weiteren Maschinen. Die Francis-Turbinen wurden von MHI und die zugehörigen Generatoren von Siemens geliefert. Die Schaltanlage befindet sich auf der linken Seite des Flusses.
Das Kraftwerk ist im Besitz von CEMIG und wird auch von CEMIG betrieben.

## Sonstiges
CEMIG wandte sich im Juli 1965 wegen eines Darlehens an die IBRD. Die Weltbank schätzte die Gesamtkosten für Jaguara 1966 auf 90 Mio. US$ (bzw. 165 US$ je installiertem kW, was die Weltbank als einen günstigen Wert ansah). Die Weltbank gewährte Centrais Eletricas de Minas Gerais für die Errichtung von Jaguara einen Kredit in Höhe von 49 Mio. US$. Der Zinssatz dafür lag bei 6 %.
Die Konzession für das Kraftwerk Jaguara lief am 28. August 2013 aus. CEMIG möchte eine Verlängerung um 20 Jahre zu den Regeln, die bis zum September 2012 gültig waren. Sie wurden von der Regierung mit der Absicht geändert, die Unternehmen zu Preissenkungen für Strom zu bewegen. Die Kraftwerke Jaguara, Miranda und São Simão sind die profitabelsten Wasserkraftwerke von CEMIG. Zusammen stehen sie für 30 % der Bruttoeinnahmen.